# Erster Tag der Somme-Schlacht
Der 1. Juli 1916 war der Beginn der Schlacht an der Somme. Er war der blutigste Tag in der Geschichte der britischen Armee und einer der schrecklichsten Tage des Ersten Weltkriegs. Um 7.30 Uhr begannen 14 britische und 6 französische Divisionen mit ihrem Vormarsch. Ziel des Angriffs war es, die erste und zweite deutsche Verteidigungsstellung von Serre südlich bis zur Straße Albert-Bapaume und die erste Stellung von der Straße südlich bis Foucaucourt einzunehmen. Während die Franzosen erfolgreich waren, erlebten die Briten eine Katastrophe. In den meisten Fällen waren sie nicht in der Lage, mit dem Sperrfeuer Schritt zu halten, das sie bis zu den deutschen Schützengräben bringen sollte. Dadurch hatten die Deutschen Zeit, aus ihren Unterständen zu klettern, ihre Gräben zu besetzen und das Feuer zu eröffnen. Unter dem Verlust von fast 60.000 Mann konnten 8 km² erobert werden.

## Hintergrund
Im Dezember 1915 vereinbarten die alliierten Oberbefehlshaber in Chantilly eine gemeinsame Strategie, welche die gleichzeitigen Angriffe der französischen, russischen, britischen und italienischen Armeen vorsah. Das britische Operationsgebiet umfasste Nordfrankreich und Flandern. Am 14. Februar einigten sich General Joseph Joffre und Douglas Haig auf eine kombinierte Offensive an der Somme Anfang Juli. Im April stimmte das britische Kabinett einer Offensive in Frankreich zu. Nach dem deutschen Angriff auf Verdun am 21. Februar unterbreitete Ferdinand Foch den Vorschlag einer Offensive an einer 45 km langen Front zwischen Lassigny und der Somme, welche mit 42 französischen Divisionen durchgeführt werden sollte. Zudem schlug er einen britischen Angriff an einer 25 km langen Front von der Somme bis Thiepval mit 25 Divisionen vor. Die für die gemeinsame Offensive vorgesehenen französischen Divisionen wurden bald nach Verdun umgeleitet, sodass die Offensive letztlich auf einen Hauptangriff der Briten und einen Unterstützungsangriff der französischen Sechsten Armee reduziert wurde.

## Auftakt

### Alliierter Schlachtplan
Die Umleitung französischer Divisionen nach Verdun und die Übernahme der Leitung in der Offensive durch die Briten führten zu einer Revision des Plans. Der britische Feldmarschall Douglas Haig in Richtung eines Durchbruchs und einer Ermattungsstrategie. Haig wurde angesichts der Erfolge Gorlice-Tarnów 1915 und Verdun Anfang 1916 optimistischer, was zu Beginn einer Offensive erreicht werden konnte, General Henry Rawlinson, Oberbefehlshaber der Britischen 4. Armee, favorisierte einen methodischen Angriff bei dem die Gürtel der deutschen Verteidigungsanlagen, die etwa 1800 m tief waren, von der Artillerie zerstört und dann von der Infanterie besetzt werden sollten. Der Versuch, tiefere Ziele in Richtung der zweiten deutschen Stellung zu erreichen, barg das Risiko, dass die Infanterie jenseits der Deckung durch die Feldartillerie angegriffen wurde, hatte aber den Vorteil, dass man die Zeit ausnutzte, in der die deutsche Artillerie zurückgezogen wurde. Am 28. Juni gab das Hauptquartier der Vierten Armee die Anweisung, dass im Falle eines Zusammenbruchs der Deutschen Linien die Infanterie angreifen sollte, ohne auf die Kavallerie zu warten; die 19. (western) und 49. (west riding) Division sollten entlang der Straße Albert-Bapaume und parallel dazu nach Norden eingesetzt werden. Die Kavallerie, die sich 8 Kilometer westlich von Albert versammelt hatte, sollte erst vorstoßen, wenn die Straßen geräumt waren.

### Deutsche Vorbereitungen
Viele der deutschen Einheiten an der Somme waren bereits 1914 eingetroffen und unternahmen große Anstrengungen, um die Verteidigungslinie mit geringen Kräften zu befestigen, insbesondere durch Stacheldrahtverhaue jenseits des Frontgrabens. Eisenbahnen, Straßen und Wasserwege verbanden die Front mit dem Ruhrgebiet, der Materialquelle für die minierten Stollen, die alle 46 m gegraben wurden und Platz für 25 Mann boten. Im Februar 1916, nach der Herbstschlacht, wurde eine dritte Verteidigungsstellung an der Somme-Front begonnen, die weitere 2,7 km von der Stützpunktlinie entfernt lag und zu Beginn der Schlacht fast fertiggestellt war. Die deutsche Artillerie war in Sperrfeuerstreifen organisiert; jeder Infanterieoffizier musste wissen, welche Batterien seinen Frontabschnitt abdeckten, und die Batterien mussten in der Lage sein, flüchtige Ziele zu bekämpfen. Ein Telefonsystem mit 1,8 m tiefen Leitungen, die 8,0 km von der Frontlinie entfernt waren, verband die Artillerie.

Die Verteidigungsanlagen an der Somme wiesen zwei inhärente Schwächen auf, die durch den Wiederaufbau nicht behoben wurden. Die vorderen Gräben befanden sich an einem vorderen Hang, der mit weißer Kreide aus dem Untergrund ausgekleidet und für Beobachter auf der britischen Seite des Niemandslands leicht zu erkennen war. Die Verteidigungsanlagen waren zum vorderen Graben hin dicht gedrängt, wobei ein Regiment zwei Bataillone in der Nähe des vorderen Grabensystems hatte und das Reservebataillon zwischen der Stützpunktlinie und der zweiten Stellung aufgeteilt war, alle innerhalb von 1.800 m von der Frontlinie entfernt. Die meisten Truppen befanden sich innerhalb von 910 m von der Frontlinie in den neuen tiefen Unterständen. Die Konzentration der Truppen im vorderen Bereich verursachte, dass sie den größten Teil des Artilleriebeschusses abbekamen, der von Beobachtern am Boden auf klar markierten Linien geleitet wurde. Im Mai wurde mit dem Ausheben und der Verkabelung einer neuen dritten Stellung begonnen.

## Die Schlacht

### Deutsche 2. Armee
Im Mai 1916 hielt die deutsche 2. Armee (General der Infanterie Fritz von Below) mit acht Divisionen die Front von Roye nach Norden bis Arras, drei davon in Reserve. Die deutsche Verteidigung des Südufers der Somme oblag dem XVII. Korps (General Günther von Pannewitz) mit drei Divisionen. Auf dem Nordufer verteidigte das XIV. Reservekorps (Generalleutnant Hermann von Stein) mit zwei Divisionen die Linie von der Somme bis zur Ancre. Am 20. Juni bombardierte die britische schwere Artillerie die deutschen Verbindungswege hinter der Frontlinie bis nach Bapaume und setzte den Beschuss bis zum Abend des 22. Juni mit Unterbrechungen fort. In der Morgendämmerung des 24. Juni begann ein Schrapnellfeuer auf die deutsche Frontstellung und die umliegenden Dörfer. Am Mittag begann ein präziseres Feuer, das sich um Thiepval verstärkte, nachdem schwere Batterien das Feuer eröffneten.

Am 25. Juni dominierte schweres Artilleriefeuer, das die Schützengräben zerstörte und die Unterstände verschüttete. Schwankungen in der Intensität des Feuers zeigten an, welche Gebiete angegriffen werden sollten, wobei Mametz, Fricourt und Ovillers am stärksten beschossen wurden. Als Folge bereiteten die deutschen Befehlshaber in der Nacht ihre Verteidigungsanlagen um die Dörfer vor und ordneten die Besetzung der zweiten Linie an. Nach einer nächtlichen Flaute nahm das Bombardement am 26. Juni wieder zu: Um 05.00 Uhr morgens wurde in Richtung Beaumont-Hamel und Serre Gas abgeworfen, bevor das Bombardement in der Nähe von Thiepval an Intensität zunahm und dann plötzlich eingestellt wurde. Die deutsche Garnison ging in Stellung und feuerte rote Raketen ab, um Artillerieunterstützung anzufordern, die ein Sperrfeuer im Niemandsland errichtete. Später am Nachmittag zerstörten Mörser, die flachere Unterstände, ein überschweres Geschütz begann, die wichtigsten deutschen Stellungen zu bombardieren, während kleinere Geschütze die Dörfer in der Nähe der Frontlinie zerschossen, aus denen die Zivilbevölkerung in aller Eile evakuiert wurde.
Die deutschen Truppen, die in den Dörfern untergebracht waren, wichen ins Freie aus, um dem Beschuss zu entgehen. Am 27. und 28. Juni verstärkte heftiger Regen die Verwüstung, während der Beschuss von gleichmäßigem, präzisem Granatfeuer bis hin zu Granatenregen und Phasen der Ruhe reichte. In der Nacht rückten britische Patrouillen ins Niemandsland vor; von den Deutschen gefangen genommene Soldaten gaben an, dass sie die Schäden begutachteten und nach deutschen Überlebenden suchten. Die deutschen Vernehmungsbeamten erhielten Informationen, die darauf hindeuteten, dass am 29. Juni um 05.00 Uhr morgens auf beiden Seiten der Somme und der Ancre eine Offensive beginnen würde. Die gesamte deutsche Infanterie stand mit Verstärkung bereit, doch am Nachmittag wurde das Bombardement wieder aufgenommen, das sich mehrmals zum Trommelfeuer steigerte. Der Artilleriebeschuss konzentrierte sich zunächst auf kleine Teile der Front, stieß dann aber in die Tiefe der deutschen Verteidigung vor. Regelmäßiger Gasbeschuss und Infanteriesondierungen wurden fortgesetzt. Das Bombardement am 30. Juni wiederholte das Muster der vorangegangenen Tage, mit der ein Großteil der deutschen Verteidigungsanlagen unbrauchbar gemacht worden waren. In der Nacht vom 30. Juni auf den 1. Juli fielen die Bombardements auf die rückwärtigen Verteidigungsanlagen und die Verbindungsgräben. Um 06.30 Uhr stiegen Fesselballons auf, und entlang der gesamten deutschen Front begann ein noch nie dagewesenes Sperrfeuer, das um 07.30 Uhr abrupt endete.

### Französische 6. Armee

#### XXXV Korps

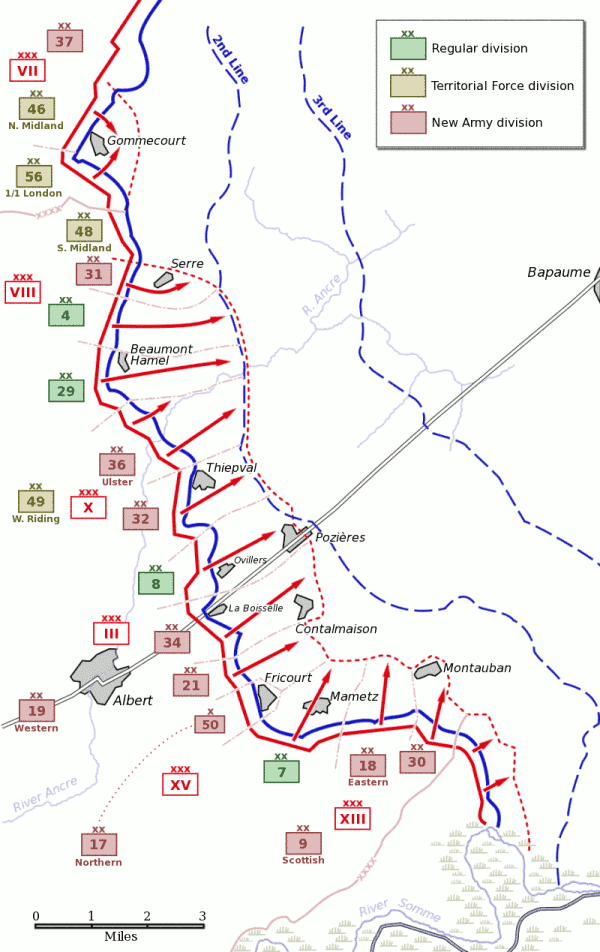

Südlich der Somme begann das XXXV. Korps (General Jacquot) zwei Stunden nach Beginn der Offensive am Nordufer mit seinem Angriff. Ein französischer Angriff größeren Ausmaßes am Südufer wurde von der deutschen Führung für unmöglich gehalten. Nachdem die 10. Königlich Bayerische Infanterie-Division zur Verstärkung des XIV. Reserve-Korps nach Norden verlegt worden war, wurden die Frontlinien der Divisionen auf der Südseite des Flusses noch breiter, wobei die drei verbleibenden Divisionen des XVII. Armee-Korps ihr drittes Regiment einsetzten, um die Lücke zu schließen. Das französische einleitende Bombardement hatte bei den Deutschen viele Verluste verursacht und zahlreiche Maschinengewehre und Mörser zerstört. Als der Angriff verdeckt durch Nebel begann, wurden die deutschen Verteidiger überrascht und überrannt. Die französische Artillerie verfügte über etwa 10 schwere Batterien pro Kilometer. 18 Beobachtungsballons standen allein der deutschen 11. Division gegenüber und französische Artilleriebeobachtungsflugzeuge wurden von ihren Piloten so niedrig über Estrées geflogen, dass die deutschen Soldaten die Gesichter der Besatzungen sehen konnten. Die 11. Division verfügte nur über zwei Feldartillerieregimenter und einen Teil eines als Verstärkung entsandten Regiments und hatte keine schweren Geschütze für das Gegenfeuer, abgesehen von der periodischen Unterstützung durch eine kleine Anzahl schwerer Geschütze, die die gesamte Südseite des Flusses abdeckten.

Die deutsche Artilleriegruppe um Estrées, Soyécourt und Fay unternahm am 30. Juni einen systematischen Beschuss der französischen Frontlinie. Bis zum Zeitpunkt des Angriffs am 1. Juli war die deutsche Artillerie am Südufer von 15.000 Granaten getroffen und bis 11:00 Uhr fast zum Schweigen gebracht worden. Um 9:30 Uhr hob sich das französische Sperrfeuer von der deutschen Front ab, und unter einem Schutzwall im Dorf Fay wurden drei Minen gezündet. Trotz Verlusten durch deutsches Feuer von jenseits der südlichen Flanke wurde ein gewisses Maß an Überraschung erzielt. Das Grenadier-Regiment 10 war über Nacht einem „Strom“ von Feuer ausgesetzt, was die deutsche Infanterie zwang, sich in Minenstollen zu schützen. Gleichzeitig mit dem Infanterieangriff und den Minenexplosionen um 10:00 Uhr erfolgte ein Angriff mit Gas, der viele der sich dort verschanzten Truppen tötete. Bis 14:00 Uhr waren die Verteidigungen überrannt und die Deutschen getötet oder gefangen genommen worden. Vorhandene Verstärkungen wurden nach vorne verlegt, um die zweite Position südlich von Assevillers zu besetzen.

#### I. Kolonialkorps
Auch das I. Kolonialkorps (General Berdoulat) startete zwei Stunden nach dem Hauptangriff mit seinem Vormarsch. Die 2. und 3. Kolonialdivision rückten zwischen dem XXXV. Korps und dem Fluss vor und überrollten innerhalb von fünfzehn Minuten die erste Verteidigungslinie der deutschen 121. Division und eroberten Dompierre-Bequincourt. Auf dem linken Flügel der Franzosen wurde Frise bombardiert und dann durch einen Angriff um 12:30 Uhr eingenommen. Die 2. und 3. Kolonialdivision drang anschließend 2.500 m tief in die zweite Stellung der Deutschen ein, die von dem III. Bataillon des Infanterieregiments 60 um Assevillers und Herbécourt gehalten wurde. Assevillers wurde um 16:00 Uhr erobert. Herbécourt wurde um 17:30 Uhr von Nordwesten angegriffen und erobert, dann aber durch einen deutschen Gegenangriff wieder verloren.

#### XX. Korps
Nördlich der Somme begann das XX. Korps, (General Balfourier) mit Teilen der britischen 30. und der französischen 39. Division zeitgleich mit dem Hauptangriff um 07:30 Uhr mit seinem Vorstoß. Begünstigt durch Nebel, erreichten beide Divisionen ihre Ziele ohne Schwierigkeiten. Nur bei Bois Favière (im Bereich der 39. Division, wo ein Teil des Waldes mehrere Tage lang von den Deutschen gehalten wurde) und bei Curlu (im Bereich der 11. Division am Nordufer) konnten die Deutschen eine organisierte Verteidigung durchführen. Die Situation am Mittag war so zufriedenstellend, dass General Nourrisson, beabsichtigte Hardecourt gegenüber seiner Front anzugreifen; jedoch gab er die Idee auf, da die Briten nicht zu ihrem zweiten Ziel jenseits von Montauban vorrückten. Vier Gegenangriffe von Hardecourt wurden abgewehrt, und bis zum Vormittag wurden 2.500 Gefangene genommen und ein Vormarsch von 1,5 km erreicht.

### Britische 4. Armee

#### XIII. Korps
Der südliche Flügel der britischen Linie wurde vom XIII. Korps unter Lieutenant General Walter Norris Congreve gehalten, das mit der britischen 18. (Eastern) (Major-General Maxse) und 30. Division (Major-General Shea) auf Montauban vorrückte. Die 30. Division erreichte ihre Ziele bis 13:00 Uhr und die 18. Division bis 15:00 Uhr. Die deutschen Verteidigungsanlagen südlich der Albert-Bapaume-Straße waren bei weitem weniger ausgebaut als im Norden und waren von Gebieten aus sichtbar, die von den Briten und Franzosen gehalten wurden. Die Infanterie rückte hinter einem Sperrfeuer vor das von der schweren Artillerie des französischen XX. Korps im Süden unterstützt wurde. Ein Großteil der deutschen Artillerie in der Gegend war während des vorbereitenden Bombardements außer Gefecht gesetzt worden; die deutschen zweiten und dritten Linien waren unvollständig und besaßen bis auf den ersten Graben keinerlei Stollen. Auf der rechten Seite des XIII. Korps wurde durch Artillerie der größte Teil der Verteidigung zerstört. In dem Chaos gingen alarmierende Berichte ein, dass die Wälder Bernafay und Trônes erobert worden seien, und vor Mittag wurde jeder verfügbare Mann, zur zweiten Verteidigungslinie beordert. Die 12. Reserve-Division erhielt den Befehl, einen nächtlichen Gegenangriff von Montauban nach Mametz vorzubereiten, hatte aber bis Mitternacht lediglich die zweite Linie erreicht.

#### XV. Korps
Fricourt und Mametz waren die Ziele des XV. Korps unter Lieutenant General Horne. Den Vorstoß auf Mametz sollte die 7. Division (Major-General Watts) durchführen. Die rechte und die mittlere Brigade der 7. Division sollte auf einer Front von 1600 Metern zwischen der Strecke Carnoy – Mametz und dem Steinbruch südlich von Hidden Wood angreifen. Die 91. Brigade (Brigade-General J. R. Minshull-Ford) sollte den Kopf des Mametzer Sporns einnehmen und von Osten her in Mametz eindringen. In der Mitte wurde die 20. Brigade (Brigade-General Deverell) eingesetzt, um die defensive Flanke gegenüber Fricourt zu bilden. Die 20. Brigade sollte das westliche Ende von Mametz erobern und nach links schwenken und entlang des Willow Streams eine Verteidigungsflanke südlich von Fricourt bilden, während die 22. Brigade in der britischen Frontlinie wartete, bereit, von einem deutschen Rückzug aus dem Dorf zu profitieren. Der Vormarsch der 91. Brigade über 91–183 m Niemandsland führte zunächst nur zu geringen Verlusten, steigerte sich aber mit erreichen des Dorfes. Angriffe im Osten des Dorfes waren erfolgreich aber mehrere Attacken au nördlicher und westlicher Richtung wurden abgeschlagen. Nach dem Einsatz von Artillerie und dem Angriff auf die Versorgungswege brach der Widerstand zusammen und das Dorf wurde eingenommen. Im Zentrum war die 20. Brigade während des gesamten Tages in Kämpfe verwickelt. Die Infanterie drängte auf das Gelände vor Mametz Wood und Willow Stream vor und umging dabei das weiter nördlich gelegene Fricourt, trotzdem wurden die Ziele jenseits von Mametz nicht erreicht. Der Vormarsch der 21. Division (Major-General Jacob) sollte nördlich an Fricourt vorbeiführen, um das nördliche Ufer des Willow Streams jenseits von Fricourt und Fricourt Wood zu erreichen. Um das Enfilade-Feuer aus dem Dorf zu begrenzen, wurden die drei Minen am westlichen Rand des Dorfes gezündet, um einen Erdwall zu errichten, der die Sicht aus dem Dorf blockierte. Die 50. Brigade der 17. Division (Major-General Pilcher) drang ohne große Verluste in den deutschen Frontgraben ein und rückte in Richtung „Red Cottage“ am nördlichen Ende von Fricourt vor.

#### III. Korps

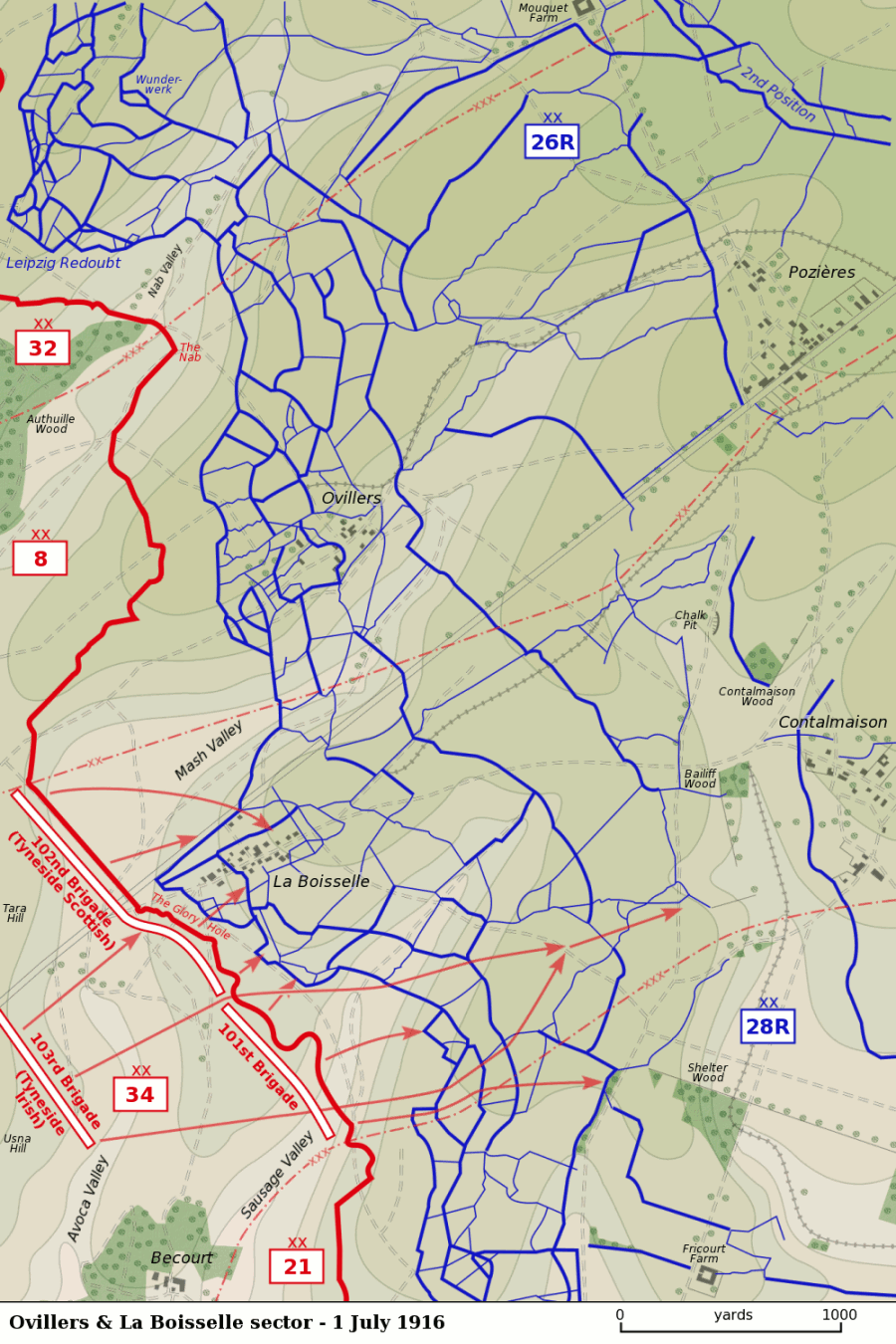
Angriff der 8. Division auf Ovillers und der 34. Division auf La Boiselle

Die 34. Division (Major-General Ingouville-Williams) sollte entlang der Straße Albert-Bapaume angreifen und wurde dabei durch die Explosion der Minen von Lochnagar und Y Sap auf beiden Seiten von La Boisselle unterstützt. Die Mine bei Y Sap, nördlich des Dorfes, verursachte keine Verluste, da die Deutschen das Gebiet rechtzeitig evakuiert hatten. Aber durch die Sprengung der Lochnagar-Mine südlich des Dorfes wurden deutsche Truppen vorübergehend in nahegelegenen Schutzräumen eingeschlossen und die Position ging verloren. Gruppen der Grimsby Chums gelangten in den Krater der Lochnagar-Mine, wurden aber durch deutsches Gewehrfeuer festgehalten. Die Tyneside Scottish Brigade (Brigade-General Ternan) sollte das Mash Valley hinauf und gegen La Boisselle am Glory Hole (L'îlot für die Franzosen und Granathof für die Deutschen) vorrücken. Als Reserve stand die Tyneside Irish Brigade bereit, um das zweite Ziel von Contalmaison bis Pozières zu erobern.

Zur Nullstunde begann die Tyneside Scottish Brigade ihren Vorstoß von der Tara-Usna-Linie (eine britische Reserveposition hinter der Frontlinie), um 1,6 km offenes Gelände zu überqueren, bevor sie das Niemandsland erreichten. Trotz Maschinengewehrfeuer schafften es etwa 50 Männer, durch Sausage Valley südlich von La Boisselle fast bis zum Rand von Contalmaison vorzurücken. Die Überlebenden wurden nach dem weitesten britischen Vormarsch des Tages, etwa 3,7 km, gefangen genommen. Die 8. Division (Major-General Hudson) griff den Ovillers-Sporn nördlich der Straße Albert-Bapaume an. Die Division musste 690 Meter Niemandsland überqueren und sich auf deutsche Schützengräben zubewegen, die an den vom Bergrücken herablaufenden Ausläufern positioniert waren. Der einzige Zugang zu den deutschen Linien führte durch das Mash Valley, auf das die Geschütze in La Boisselle, Ovillers und Thiepval gerichtet waren. Alle drei Brigaden begannen gleichzeitig mit ihrem Vorstoß. Die 23. Brigade (Brigade-General Tuson) rückte durch das Mash Valley vor, wo etwa 200 Männer den deutschen zweiten Graben erreichten und dann etwa 270 Meter des vorderen Grabens bis 9:15 Uhr hielten. Die 25. Brigade (Brigade-General Pollard) erreichte die zweite Linie, bevor sie zur britischen Frontlinie zurückgedrängt wurde. Nur die 70. Brigade (Brigade-General Gordon) schaffte es, den dritten Graben zu erreichen. Der britische Vorstoß wurde mit massivem Gewehrfeuer empfangen, das viele Männer niedermähte. Aufgrund der schweren Verluste war der Schwung des Angriffs nun jedoch erschöpft; es erschien keine Verstärkung, und der Feind hatte Zeit, Maßnahmen zur Verteidigung der in seiner Linie entstandenen Lücke zu ergreifen.

#### X. Korps
Das Angriffsziel des X. Korps unter Lieutenant General Morland war der 3 Kilometer lange Frontabschnitt von Auchonvillers über Thiepval bis Authuille. Der Leipzigfrontbogen und das Dorf Thiepval wurden von der 32. Division (Major-General Rycroft) der New Army angegriffen. Um 07.23 Uhr rückte das 17. Bataillon unter der Feuerwalze etwa 40 m bis zur deutschen Frontlinie vor. Mit dem Angriffsbefehl um 07.30 stürmten die Briten den Schützengraben, bevor die Garnison reagieren konnte, und eroberten die Leipzigschanze. Versuche, den Erfolg auszunutzen und weiter vorzurücken wurden durch Maschinengewehrfeuer aus dem Wundtwerk (von den Briten als Wonderwork bezeichnet) verhindert. Die Eroberung der Schanze war der einzige dauerhafte Erfolg im nördlichen Sektor. Die 49. Division (West Riding) (Major-General Perceval) wurde als Reserve vorgeschickt und unterstützte am Vormittag die 32. Division. Die 146. Brigade der 49. Division griff Thiepval über das Gebiet der 32. Division an, während alle nicht eingesetzten Bataillone direkt zur 36. Division (Ulster) entsandt wurden. Das Gebiet wurde von zwei Bataillonen des Reserve-Infanterie-Regiments 99 verteidigt, deren Maschinengewehr-Stellungen den Bombardierungen standgehalten hatten und sofort das Feuer eröffneten, als die Briten angriffen.

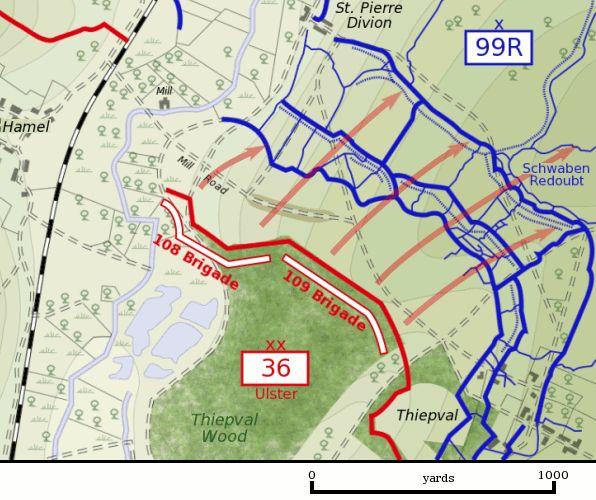
Abschnitt der 36. Division am 1. Juli 1916 bei Thiepval gegenüber der deutschen 26. Reserve-Division

Die 36th (Ulster) Division (Major-General Nugent) griff zwischen Thiepval und der Ancre die Schwaben Schanze an. Die vorbereitende Artilleriebombardierung, die auch Unterstützung durch französische Batterien mit Gasgranaten und einen Rauchschleier durch Granatwerfer umfasste, war erfolgreicher als in anderen Teilen der Front nördlich der Straße Albert-Bapaume. Die Infanterie kroch vor dem Angriff ins Niemandsland und stürmte den deutschen Frontgraben. Die Niederlage der benachbarten Divisionen ließ die 36. Division auf ihren Flanken ungeschützt, sodass die deutschen Verteidiger die Division von drei Seiten unter Feuer nehmen konnten. Die deutsche Artillerie begann ein Sperrfeuer entlang des Niemandslandes, das die am weitesten vorgerückten Truppen isolierte. Diese hatten kurzzeitig die deutsche zweite Linie erreicht, die Schwaben Schanze erobert und sich der Staufen Schanze genähert. Gegenüber der 36. Division (Ulster) stand das III. Bataillon des Reserveinfanterie-Regiments 99 sowie das I. und III. Bataillon des Bayerischen Reserveinfanterie-Regiments Nr. 8. Die deutschen Einheiten erlitten schwere Verluste aufgrund des britischen Bombardements, das einen Großteil der vorderen Stellungen zerstörte. Die Stellungen wurden so schnell von den Ulstermen überrannt, dass sie nur auf geringen Widerstand stießen. Das II. Bataillon der Bayern erhielt den Befehl, die Schanze zurückzuerobern. In der Verwirrung konnten nur wenige deutsche Truppen zusammengezogen werden. Der Gegenangriff begann stückweise und wurde mehrmals abgewiesen, bis gegen 22:00 Uhr ein Bombardement und ein weiterer Angriff von zwei frischen Bataillonen die Briten zum Rückzug aus der Schanze zwangen.

#### VIII. Korps

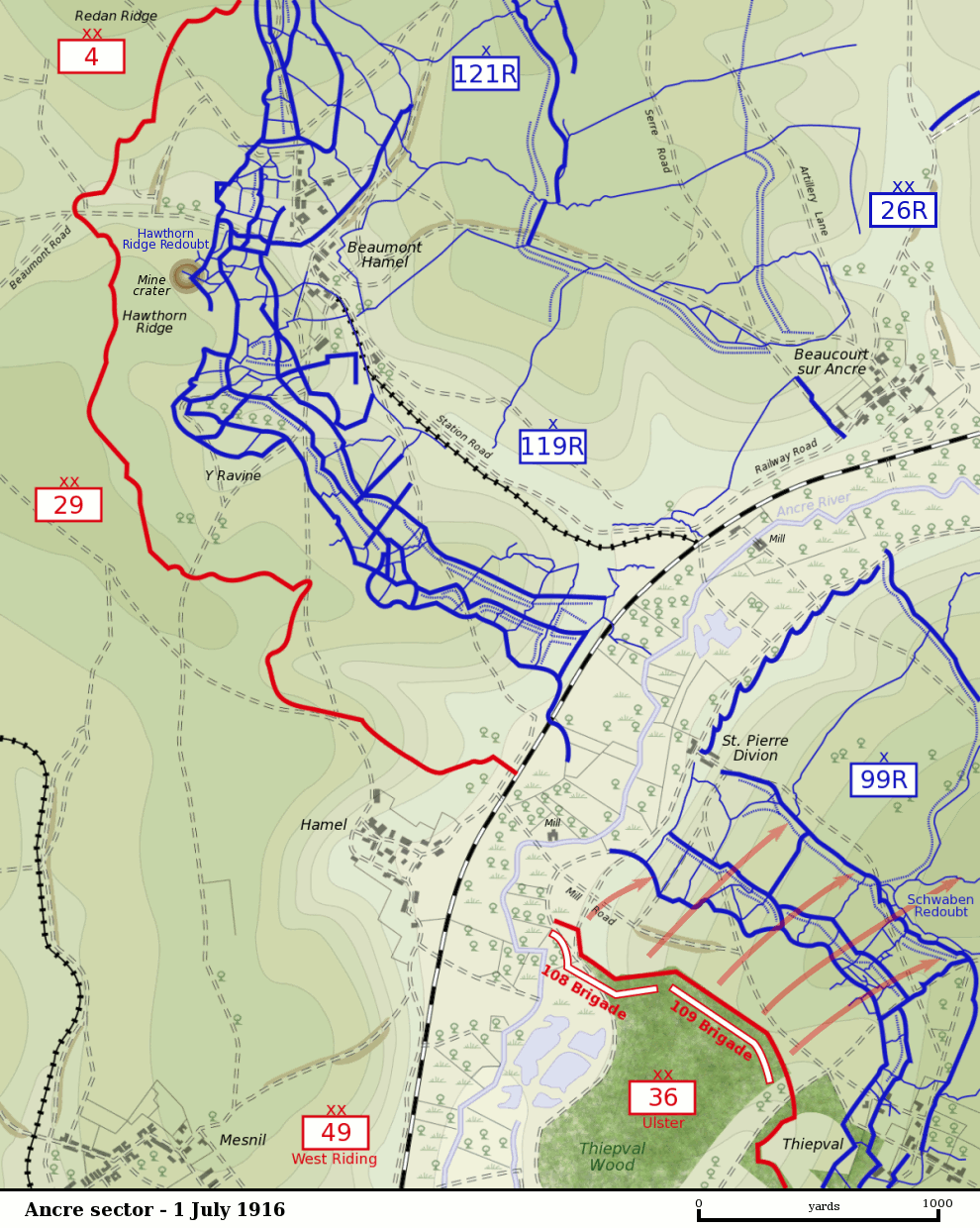
Die Ancre und Beaumont-Hamel 1. Juli 1916

Die Nordflanke der vierten Armee wurde vom VIII. Korps (Generalleutnant Hunter-Weston) gehalten. Die 29. Division (Major-General Henry de Beauvoir De Lisle) griff in Richtung Beaumont-Hamel an. Ein Teil des Angriffs wurde gefilmt und zeigte die Detonation einer 40.000 Pfund schweren Mine unter der Schanze Hawthorn Ridge um 07:20 Uhr morgens, zehn Minuten vor dem Infanterieangriff. Die Detonation der Mine alarmierte die Deutschen, sodass die britischen Truppen nicht alle Teile des Kraters besetzen konnten, bevor die deutschen Truppen den äußeren Rand übernommen hatten. Die Division erlitt bei ihrem Vormarsch über das Niemandsland schwere Verluste durch deutsche Artillerie. Weiße deutsche Signalraketen wurden für britische Leuchtraketen gehalten, was den Divisionskommandeur, Generalmajor Beauvoir De Lisle, veranlasste, die 88. Brigade aus der Reserve zu befehlen, den Erfolg auszunutzen. Teile der Brigade gelangten in der Nähe der Leiling Schlucht über das Niemandsland, wurden aber durch Drahtverhaue aufgehalten. Die meisten deutschen Unterstände und Beaumont-Hamel waren verlassen und von Kratern übersät. Das Reserveinfanterie-Regiment 119, das unter dem Dorf in Stollen Schutz gesucht hatte, griff die britischen Truppen aus den Trümmern ihrer Schützengräben an.
Die 4. Division (Major-General Lambton) griff zwischen Serre-lès-Puisieux und Beaumont-Hamel an und eroberte das Quadrilateral (Heidenkopf), konnte den Erfolg jedoch nicht ausnutzen, da die deutschen Truppen die Angriffe der benachbarten Divisionen zurückschlugen. Kreuzfeuer von Beaumont-Hamel und Serre sowie entschlossene Gegenangriffe stoppen den weiteren Vormarsch der 4. Division. Einheiten der Lancashire Fusiliers, Seaforth Highlanders und Einheiten der 11. Brigade betraten das Quadrilateral, wo sie während der Nacht von einer Kompanie der Royal Irish Fusiliers verstärkt wurden. Mit Ausnahme des Quadrilaterals befand sich die 4. Division am Ende des Tages wieder auf ihrer Ausgangslinie. Es wurden keine weiteren Geländegewinne erzielt. Weitere deutsche Gegenangriffe über Nacht drängten die Einheiten im Quadrilateral zurück, bis nur noch die Irish Fusiliers in der deutschen Frontlinie verblieben, da sie keinen Befehl zur Rückzugs erhalten hatten. Die Iren zogen sich schließlich um 11:30 Uhr mit ihren Verwundeten und drei Gefangenen zurück. Die 31. Division sollte Serre erobern und dann nach Norden schwenken, um den nördlichen Verteidigungsflügel der Vierten Armee zu bilden. Kleinere Einheiten der Accrington Pals und des Sheffield City Battalion erreichten Serre. Deutsche Gegenangriffe trieb die Briten in Richtung Quadrilateral zurück der in der Nacht von den Deutschen zurückerobert wurde.

### Britische 3. Armee
Die Dritte Armee (General Edmund Allenby) sollte mit dem VII. Korps (Lieutenant General Snow) eine Ablenkungsaktion nördlich des Gebiets der Vierten Armee durchführen. Im Gommecourt-Frontbogen verliefen die deutschen Schützengräben um ein Schloss und sein Parkgelände, und eine Lücke von 1,6 km trennte das VII. Korps bei Gommecourt vom nördlichen Rand des Hauptangriffs. Vorbereitungen für eine Zangenbewegung, um die Deutschen in einer Tasche einzuschließen, wurden so offensichtlich wie möglich getroffen, um die Aufmerksamkeit der Deutschen auf sich zu ziehen. Die 56. Division (Major-General Hull) hatte Ausgangsstellungen ins Niemandsland vorbereitet, und als der Angriff um 07:30 Uhr begann, wurden schnelle Fortschritte erzielt. Die ersten drei deutschen Schützengräben wurden erobert, und eine Einheit drang weiter vor, um sich mit der 46. (North Midland) Division (Major-General Montagu-Stuart Wortley) zu vereinen. Deutsches Trommelfeuer machte es unmöglich Verstärkungen herbeizuführen oder einen Schützengraben als Verteidigungsflanke im Süden auszuheben. Der Angriff der 46. (North Midland) Division wurde durch Stacheldraht und durch nicht explodierte Granaten am Boden aufgehalten. Eine Nebelwand, die die Infanterie verdecken sollte, behinderte ihre Sicht. Der Boden war besonders feucht und matschig, und nur wenige Soldaten erreichten die deutschen Schützengräben. Die verbliebenen britischen Truppen überrannten die Frontlinie und deutsche Truppen die das Bombardment überlebt hatten, griffen die britischen Truppen von hinten an. Die 56. Division konnte die dritte Linie der Schützengräben erreichen, bevor ein gleichzeitiger Angriff des Infanterieregiments 170 und der Reserveinfanterieregimenter 15 und 55 begann. Der deutsche Gegenangriff machte nur geringe Fortschritte, bis koordinierte Bombenangriffe am Nachmittag die Stellung allmählich wiederherstellten.

## Nachwirkungen
Während in den offiziellen Berichten aus Deutschland und Frankreich der 1. Juli nur geringe Beachtung findet wird dieses Datum von James Edmonds in der offiziellen britischen Geschichte des Krieges ausgiebig beschrieben. In Joffres Memoiren wird der französische Sieg auf „die ausgezeichnete Arbeit der Artillerie“ und die Unterschätzung der französischen Offensivkraft durch die Deutschen infolge der Schlacht von Verdun zurückgeführt, die ihre Hauptverteidigungsanstrengungen im Norden unternahmen. Viele britische Infanteristen waren von hinten angegriffen worden, nachdem es ihnen nicht gelungen war, die eroberten deutschen Stellungen zu räumen. Diese militärische Erklärung reichte vielen britischen Kommentatoren nicht aus, die „anachronistische“ „Schwertschwinger“ beschuldigten, Freiwillige in ein unnötiges Gemetzel zu führen. Der französische Erfolg, der auf den Erfahrungen von 1915 beruhte, wurde ebenso übersehen wie die enttäuschte Erwartung der Franzosen auf weitere schnelle Siege, da die Schlacht zu einem Gegenstück zum langen Zermürbungsfeldzug von Verdun wurde. Philpott beschrieb auch, dass die Deutschen aus der britischen Erzählung von den nutzlosen Opfern herausgeschrieben wurden. Die anglo-französischen Armeen hatten sich am 1. Juli einen Vorteil verschafft, indem sie den Zusammenbruch der deutschen Verteidigungsanlagen auf einer Länge von 21 km beiderseits der Somme erzwangen. Am frühen Nachmittag war nördlich des Flusses an einer unerwarteten Stelle eine breite Bresche geschlagen worden, so dass improvisiert werden musste.

### Verluste
Der Angriff war eine beispiellose Katastrophe für die britische Armee. Unter den 120.000 eingesetzten Männern traten fast 60.000 Verluste ein, darunter etwa 20.000 Tote. Die Zahl der Gefallenen und der Gesamtverluste war höher als die Gesamtzahl in allen Kriegen der Briten zwischen 1815 und 1914. Andrew Roberts gibt die französischen Verluste mit 7000 und die der Deutschen mit 10.000 bis 12.000 an. Die genauen deutschen Verluste des Tages sind unbekannt, da die Einheiten nur alle zehn Tage eine Verlustmeldung abgaben. Aufgrund der Heftigkeit der Kämpfe, haben jedoch viele deutsche Einheiten die Verluste des Tages besonders vermerkt. Auf der Grundlage dieser Stichproben gibt der Militärhistoriker Martin Middlebrook die deutschen Verluste mit etwa 8.000 Mann an. Von diesen sind 2.200 gefangen genommen worden, so dass weniger als 6.000 Tote und Verwundete übrig blieben.